# Marey-lès-Fussey
Marey-lès-Fussey is een gemeente in het Franse departement Côte-d'Or (regio Bourgogne-Franche-Comté) en telt 66 inwoners (2009). De plaats maakt deel uit van het arrondissement Beaune.

## Geografie
De oppervlakte van Marey-lès-Fussey bedraagt 4,0 km², de bevolkingsdichtheid is dus 16,5 inwoners per km².
De onderstaande kaart toont de ligging van Marey-lès-Fussey met de belangrijkste infrastructuur en aangrenzende gemeenten.

## Demografie
Onderstaande figuur toont het verloop van het inwonertal (bron: INSEE-tellingen).